# Калиновка (Техтинский сельсовет)
Кали́новка (бел. Калі́наўка) — деревня в составе Техтинского сельсовета Белыничского района Могилёвской области Республики Беларусь.

## История
В 1624 село Церковище (нынешняя Калиновка) в составе фундуша пожаловано Белыничскому монастырю кармелитов.

## Население
- 2010 год — 53 человека